# عیش‌آباد (محمودآباد سید)
عیش‌آباد یک روستا در ایران است که در بخش مرکزی شهرستان سیرجان واقع شده‌است.